# Nilgün Belgün
Nilgün Belgün (18 maart 1953) is een Turks actrice. Belgün speelt vaak personages van een Grieks-Turkse oorsprong. Zelf gaf ze in een interview aan dat dit komt doordat ze Griekse familieleden had, waardoor ze geen moeite heeft om met een Turks-Grieks accent te praten.

## Filmografie
- Bir Başka Gece (1990, tv)
- Bana sans dile (2001)
- Back Streets (2006)
- Akasya Duraği (2009-2012)
- Kral Yolu (2013)
- Düğüm Salonu (2018)

- Gemeinsame Normdatei: 1029852529
- International Standard Name Identifier: 0000 0004 0018 943X
- Virtual International Authority File: 295953406
- WorldCat: E39PBJcrdrG4q7b6xbfdbcFVG3